# Polybutyleen
Polybutyleen (PB) is een kunststof die wordt gebruikt voor toepassingen bij hoge temperaturen, zoals in vloerverwarming, airconditioning, sanitair en stadsverwarming toepassingen. Polybutyleen wordt ook wel polybuteen genoemd. Buizen en leidingen uit polybutyleen zijn erg soepel, vervormen niet door hitte en zijn goed bestand tegen spanningen.
Polybuteen wordt gemaakt door polymerisatie van buteen ofwel butyleen.